# Courtoisina assimilis
Courtoisina assimilis là một loài thực vật có hoa trong họ Cói. Loài này được (Steud.) Maquet mô tả khoa học đầu tiên năm 1988.